# 162 a.C.
Il 162 a.C. (CLXII a.C. in numeri romani) è un anno  del II secolo a.C.

## Morti
- Antioco V, sovrano (n. 173 a.C.)
- Eleazaro Maccabeo, ebreo antico
- Gneo Ottavio, politico romano